# Каннолі

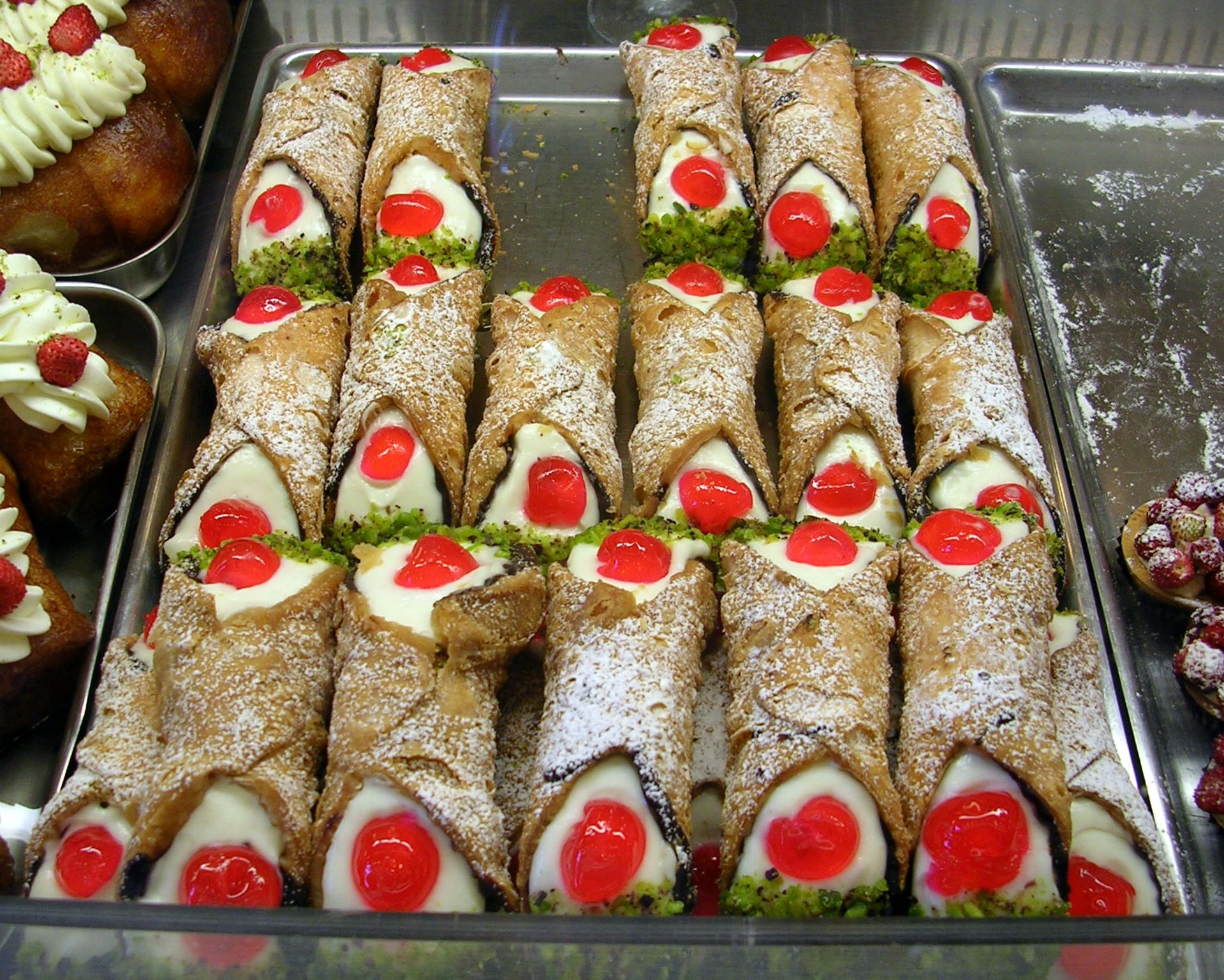
Традиційні канолі

Каннолі (італ. cannolo siciliano — «сицилійська трубочка»: від sing. cannolo — «трубочка», pl. cannoli — «трубочки») — традиційний сицилійський десерт, який являє собою вафельну хрустку трубочку, наповнену начинкою з сиру маскарпоне, збитого сиру або рикоти з додаванням різних сиропів (найчастіше зі смаком ванілі або шоколаду), вина марсали або трояндової води. Довжина і ширина канолі варіюється залежно від кулінарних традицій конкретного регіону і має розмір від невеликих (італ. cannulicchi) розміром з палець, до великих тістечок розміром з кулак, що випікаються в П'яна-дельї-Альбанези на південь від Палермо.
Канолі є традиційними народними ласощами на Сицилії і у всій Південній Італії, подається як у звичайні дні, так і на різдвяний і новорічний стіл.
Канолі дуже популярні в США, куди рецепт їх приготування потрапив на початку ХХ століття разом з першими італійськими емігрантами.

## Етимологія
Cannolo це зменшувальна форма слова конус або трубочка.

## Цікаві факти
У фільмі «Хрещений батько» персонаж Пітер Клеменцо каже: «Облиш зброю. Візьми каннолі» («Leave the gun. Take the cannoli.»). Це одна з найбільш знаменитих цитат з фільму, яка сприяла популярності десерту у всьому світі.[недоступне посилання]
У фільмі «Хрещений батько-3» персонаж Конні Корлеоне вбиває свого хрещеного батька дона Альтобелло за допомогою отруєних каннолі.